# سازوکار لیندمان
در سینتیک شیمیایی، سازوکار لیندمان (سازوکار لیندمان-کریستیانسن یا سازوکار لیندمان-هینشلوود نیز نامیده می‌شود) یک سازوکار شماتیک برای واکنش‌های تک‌مولکولی است. فردریک لیندمان و جی.ای. کریستیانسن این مفهوم را تقریباً همزمان در سال ۱۹۲۱ پیشنهاد کردند
و سپس سایریل هینشلوود آن را توسعه داد تا انرژی توزیع شده بین درجات آزادی ارتعاشی را برای برخی مراحل واکنش در نظر بگیرد.
سازوکار لیندمان برای مدل‌سازی واکنش‌های تجزیه یا ایزومری‌شدن در فاز گازی استفاده می‌شود. اگرچه به نظر می‌رسد که فرمول کلی تجزیه یا ایزومری‌شدن تک‌مولکولی است و سینتیک مرتبه اول را در واکنش‌دهنده پیشنهاد می‌کند، اما سازوکار لیندمان نشان می‌دهد که مرحله واکنش تک‌مولکولی با یک مرحله فعال‌سازی دومولکولی پیش می‌رود، در نتیجه ممکن است در موارد خاص سینتیک واکنش از مرتبه دوم باشد.

## واسطه‌های فعال شده واکنش
معادله کلی یک واکنش غیر مولکولی را می‌توان به صورت A → P نوشت، که در آن A مولکول واکنش دهنده اولیه است و P یک یا چند محصول است (از یک محصول باشد ایزومری‌شدن، و اگر بیشتر باشد تجزیه رخ داده‌است).
سازوکار لیندمان معمولاً شامل یک ترکیب حد واسط فعال است که با نماد *A نشان داده می‌شود. ماده حدواسطِ فعال‌شده تنها پس از آنکه انرژی فعال‌سازی کافی در اثر برخورد با مولکول دوم M به دست آورد، که ممکن است شبیه A باشد یا نباشد، از ماده واکنش دهنده تولید می‌شود. سپس یا با برخوردی دیگر با *A به A غیرفعال می‌شود، یا طی یک مرحله تک‌مولکولی محصول (های) P را تولید می‌کند.
این سازوکار دو مرحله ای در شکل زیر نشان داده شده‌است:
{\displaystyle {\begin{aligned}{\ce {{A}+M}}\ &{\ce {<=>{A^{\ast }}+M}}\\{\ce {A^{\ast }}}\ &{\ce {->P}}\end{aligned}}}

## یادداشت
1. ↑  Lindemann mechanism
2. ↑  Lindemann–Christiansen mechanism
3. ↑  Lindemann–Hinshelwood mechanism